# Pierre Patel

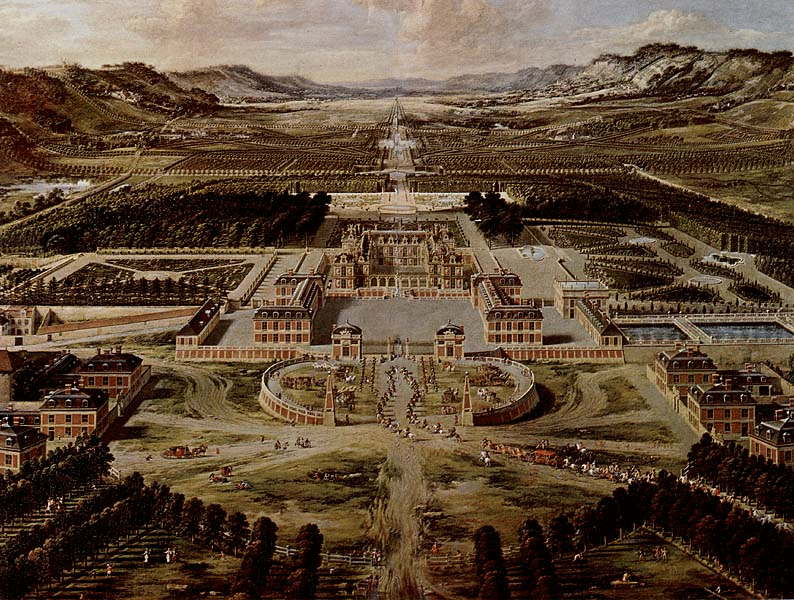
El Palacio de Versalles (1668).

Pierre Patel (Chauny, 1605 - París, 5 de agosto de 1676) fue un pintor francés, especializado en pintura de paisajes. A veces es conocido como Pierre Patel el Viejo, para distinguirlo de su hijo.
Fue discípulo de Simon Vouet, aunque la influencia más directa que recibió fue la de Claude Lorrain. Como éste, se especializó en el paisajismo, con un tipo de representaciones de tipo clasicista donde el paisaje es evocador de una serenidad que tiene sus referentes en el idealismo de la tradición clásica grecorromana, como se pone de manifiesto por la representación de ruinas clásicas, que dan un toque de pintoresquismo.
Una de sus especialidades fue la decoración de interiores, especialmente con paneles integrados, como en el Cabinet de l'Amour del Hôtel Lambert en París, una de sus mejores obras (actualmente en el Louvre).
Su hijo Pierre-Antoine, llamado Pierre Patel el Joven (1648-1708), también fue pintor.